# Кандели (Фиренца)
Кандели је насеље у Италији у округу Фиренца, региону Тоскана.
Према процени из 2011. у насељу је живело 209 становника. Насеље се налази на надморској висини од 74 м.